# Sâniob
Sâniob, fino al 2012 chiamato Ciuhoi, è un comune della Romania di 2 213 abitanti, ubicato nel distretto di Bihor, nella regione storica della Transilvania.
Il comune è formato dall'unione di 4 villaggi: Cenaloș, Ciuhoi, Sâniob e Sfârnaș.